# Wolbodó de Lieja
Wolbodó (també escrit Volbodo, Fulmodo, Vilpodo), (Comtat de Flandes (?), ca. 950 – Lieja, 1021) va ser prebost del capítol de la catedral de Martí de Tours d'Utrecht, capellà de l'emperador Enric II i príncep-bisbe del principat de Lieja de 1018 fins a la seva mort. És venerat com a sant per l'Església catòlica.

## Biografia
Segons l'hagiògraf Reinier de Sant Llorenç (segona meitat del segle xii) hauria nascut a una família noble del comtat de Flandes i hauria llegat les seves propietats de Flandes a l'abadia de Sant Llorenç, però ni la seva descendència, ni aquest llegat s'han confirmat per altres fonts. Segurament aquesta afirmació és una llegenda hagiogràfica.
No era originari de Lieja, i és segur que el rei, i només el rei Enric II del Sacre Imperi Romanogermànic va proposar-lo per a succeir Balderic II al bisbat de Lieja. L'arquebisbe de Colònia va ordenar-lo al novembre de 1018. Aquest esdeveniment mostra les relacions estretes entre els bisbats d'Utrecht i de Lieja. Tot i estar molt lligat a l'emperador, van tenir desacords, sobretot arran de la relació entre l'Església Catòlica Romana i el poder estatal, un senyal precursor del que va esdevenir a la fi del segle xi amb la Lluita de les Investidures.
Hauria estat un príncep-bisbe menys polític que pastoral i s'hauria interessart per al benestar dels pobres, la litúrgia, la devoció als sants i la reforma dels monestirs. Va fundar i afavorir l'Abadia de Sant Llorenç (Lieja), en contra, juntament amb el seu col·lega del bisbat de Cambrai, de l'abadia de Lobbes que consideraven massa mundana.
Va morir al 21 d'abril de 1021. El sebolliren a la cripta de l'abadia de Sant Llorenç, l'única part ja acaba del monestir encara en obres.

## Veneració
Aviat va ser considerat dins de l'església catòlica com a sant i tingué una devoció popular des de la seva mort. El 26 d'octubre de 1656 la seva sepultura va ser oberta i el nunci apostòlic va declarar que els ossos trobats eren autèntics. Un salteri i una llista dels sants de la diòcesi d'Utrecht, manuscrits de Wolbodó es conserven a la Biblioteca Reial de Bèlgica a Brussel·les.